# ИК (мотовоз)
ИК (рос. конструкторов Ильина и Коптелова) — вузькоколійний мотовоз, виготовлявся на Онезькому тракторному заводі. Призначався для використання на «легких» шляхах, разом з кінною тягою.

## Назва
Початкова назва мотовоза — «Ленлес», вона використовується для позначення першої моделі цього мотовозу. Ймовірно розшифровується як  (рос. Лененградский лес).
Післявоєнна модифікація отримала назву «ИК». Існує 2 версії розшифровки абревіатури: Перша версія, та найближча до оригіналу, вказує на розробників мотовоза — Ільїна та Коптєлова, про що говориться в газеті «Красное знамя».Друга ж версія вказує на те, що мотовоз має випробувальний кузов (рос. мотовоз с Испытательным Кузовом).

## Історія
Мотовоз почали розробляти разом з Центральним науково-дослідним інститутом механізації та енергетики лісової промисловості, та Ленінградською лісотехнічною академією ім. С. М. Кірова, в 1940 році. В тому ж 1940 був готовий перший дослідний зразок, який відправили на Хотецьку вузькоколійну залізницю. До креслення, в результаті випробувань, внесли значні правки, але через початок німецько-радянської війни всі роботи були зупинені. Ця версія в серію не пішла.
Розробка була продовжена після завершення Другої Світової війни. Мотовоз значно змінив зовнішній вигляд та отримав газогенераторну установку. Першу післявоєнну одиницю виготовили в 1949 році та присвятили другому з'їзду комуністів Карело-Фінської РСР, який відбувся 24 квітня 1949 року.
Є дані про серійне виготовлення нової версії, але кількість виготовлених одиниць невідома.

## Опис

### «Ленлес»
Значна кількість деталей взята з автомобільної техніки того часу (ГАЗ-42, ГАЗ-АА). Рама виготовлена з швелера №18, підрамник для двигуна з швелера №12. Двигун отримав від автомобіля ГАЗ-АА. Газогенератор Г-14 встановлений на лівій стороні кабіни, тонкий очищувач  на правій, грубі очищувачі розміщені спереду горизонтально вздовж двох сторін мотовоза. Вентилятор розпалювання встановлений на правій стороні. Мастило й електрообладнання від ГАЗ-42. Для зручності управління мотовозом вперед і назад управління подвійне, сидіння машиніста обертається. Передня й задня частина кабіни засклені. Колеса виготовлені зі сталі. Обладнаний також пісочницею й гальмами з двома ручками.

### «ИК»
В попередній версії виявлено деякі конструктивні недоліки, та внесені поправки в креслення.
- Спрощено кабіну мотовоза, газогенератор розміщено позаду кабіни. Після покращення кабіна стала просторішою та світлішою.
- Прибране подвійне управління реверса. Водій має змогу працювати з одним засобом керування.
- Змінено та подовжено раму.
- Звужено підрамник для двигуна, що дає вільніше розмістити ланцюги.
- Змінено реверс. Випробувальний зварний змінено на литий, з новими упорами, що полегшує монтаж й регулювання коробки реверса й забезпечує надійність.
- Пісочниця зроблена доступнішою й зручнішою для роботи.
- Вентилятор розпалу газогенератора піднятий, змінені важелі управління.

## Технічні характеристики

### Загальні характеристики

#### «Ленлес»
- Тип: вантажний
- Марка: Ленлес
- Двигун: ГАЗ-АА
- Конструкційна швидкість: 18,8 км/год
- Службова маса: 4600 кг
- Колія: 750 мм
- Колісна формула: 0-2-0
- Діаметр коліс: 600 мм

#### «ИК»
- Тип: вантажний
- Марка: ИК
- Двигун: ГАЗ-ММ
- Передача: гідравлічна
- Конструкційна швидкість: 37,6 км/год
- Службова маса: 4600 кг
- Колія: 750 мм
- Колісна формула: 0-2-0
- Діаметр коліс: 600 мм